# All your base are belong to us
Az „All your base are belong to us” (rövidítve: All Your Base, AYBABTU, AYB; körülbelüli magyar jelentése: ’Miénk van minden bázis’, ’Miénk van mind bázisotok’, ’az összes bázisotok hozzánk tartozik’) az 1991-ben megjelent, japán nyelvű Zero Wing játék nyitójelenetében található, nyelvtanilag helytelen angol szöveg. Egy Flash-alapú animációban terjedt el 2001 és 2002 között, és hatalmas népszerűségnek örvend az internetes szubkultúrában. Gyakran emlegetik intő példaként a hibás fordítások kapcsán.

## Fordítások

### A félrefordított angol szöveg
Narrator: In A.D. 2101, war was beginning. (Időszámításunk szerint 2101-ben háború kezdődött.)
Captain: What happen ? (Mi történt?)
Mechanic: Somebody set up us the bomb. (Valaki nekünk bekapcsolta a bombát.)
Operator: We get signal. (Kapunk jelet.)
Captain: What ! (Mi !)
Operator: Main screen turn on. (Főképernyő bekapcsol.)
Captain: It's you !! (Te vagy az !!)
CATS: How are you gentlemen !! (Hogy vannak, uraim !!)
CATS: All your base are belong to us. (Miénk van mind bázisotok.)
CATS: You are on the way to destruction. (A pusztulás felé tartotok.)
Captain: What you say !! (Mit mondsz !!)
CATS: You have no chance to survive make your time. (Nincs esélyetek a túlélésre nem kell sietnetek.)
CATS: Ha Ha Ha Ha ....
Operator: Captain !! (Kapitány !!)
Captain: Take off every `ZIG`!! (Felszállás minden `ZIG`!! v. Leszedni minden `ZIG`!!)
Captain: You know what you doing. (Tudod, te mit tesz.)
Captain: Move `ZIG`. (Mozgatás `ZIG`.)
Captain: For great justice. (Nagy igazságért.)

### Az eredeti japán szöveg
西暦2101年
戦いは始まった。
艦長：一体どうしたと言んだ！
機関士：何者かによって、爆発物が仕掛けられたようです。
通信士：艦長！通信が入りました！
艦長：なにっ！
通信士：メインスクリーンにビジョンが来ます。
艦長：おっお前は！
CATS：おいそがしそうだね、諸君。
CATS：連邦政府軍のご協力により、君達の基地は、全てCATSがいただいた。
CATS：君達の艦も、そろそろ終わりだろう。
艦長：ばっばかなっ・・・！
CATS：君達のご協力には感謝する。
CATS：せいぜい残り少ない命を、大切にしたまえ・・・・。
CATS：ハッハッハッハッハッ・・・
通信士：艦長・・・。
艦長：ZIG全機に発進命令！！
艦長：もう彼らに託すしかない・・。
艦長：我々の未来に希望を・・・
艦長：たのむぞ。ZIG！！
Helyesen így lehetne lefordítani:
I.sz. 2101–
Háború kezdődött.
Captain: Valaki mondja el, mi az ördög történt!
Engineer: Úgy tűnik, valaki észrevétlenül robbanószert telepített ránk.
Communication operator: Kapitány! Üzenetet fogtunk!
Captain: Hogyan?
Communication operator: Képes üzenet a kivetítőn.
Captain: Te?!
CATS: Eléggé leterheltnek tűnnek, uraim.
CATS: A Föderációs Kormány segítségével mi, a CATS, minden bázisukat elfoglaltuk.
CATS: Hamarosan a hajója is megsemmisül.
Captain: Ez nem lehet!
CATS: Köszönöm az együttműködését.
CATS: Élvezze ki élete hátralévő pillanatait.
CATS: Ha ha ha ha ha…
Communication operator: Kapitány!
Captain: Minden ZIG egységnek elrendelem a felszállást!
Captain: Már csak ők maradtak–
Captain: –hogy bízhassunk a jövőnkben.
Captain: Számítunk rátok, ZIG-ek!

## Felbukkanás a popkultúrában

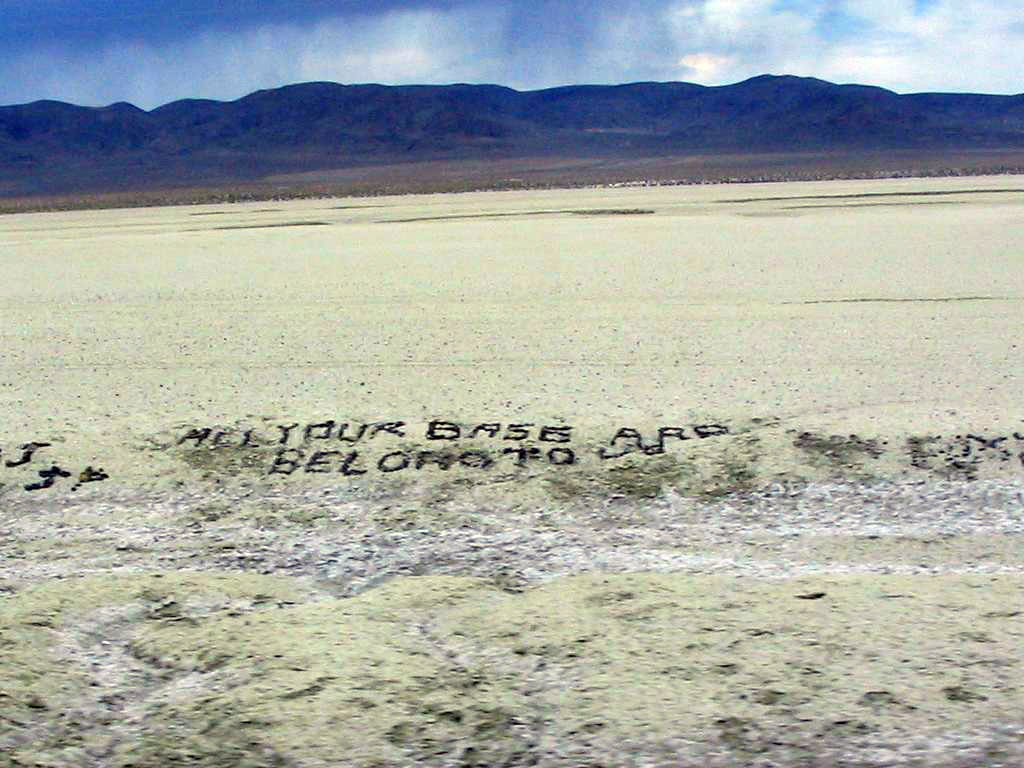
A felirat Nevada államban az út mentén.

- Könyvek, képregények, internetes oldalak, rajongói képek, ruhadarabok viselik magukon a híressé vált feliratot.

- 2000-ben a The Laziest Men In Mars nevű gabber banda remixelte a Zero Wing eredeti főcímdalát, és rákeverték az All Your Base belong to us mondatot.

- 2001-ben a Wired magazin cikket hozott le a legújabb őrület terjedéséről.

- 2003. április 1-jén a michigani Sturgis városában pár lelkes fiatal plakátokat helyezett ki "All your base are belong to us. You have no chance to survive make your time." felirattal. Bár áprilisi tréfának szánták, sok ember nem értette a poént, éppen ekkor zajlott ugyanis az iraki háború, mely meglehetősen kétértelművé tette a feliratot.

- 2006. június 1-jén a YouTube nevű videomegosztó oldal ideiglenes leállása idejére kitette a logója alá a feliratot. A tréfát ekkor sem sokan értették, többen azt hitték, az oldal hackertámadás áldozata lett. A YouTube így helyreigazító közleményt helyezett el nyitólapján.

- 2008. április 23-án egy svéd magazinban jelent meg a felirat, méghozzá jókora méretben, és a játékból vett betűtípussal.

- Számtalan játékban cheat kódként használható a kifejezés (például Warcraft III)

## Lásd még
- Internetes mém
- Engrish